# Херц, Хенрик
Хенрик Хейман Херц (Генрих Герц) (дат. Henrik Heyman Hertz; 1797—1870) — датский драматург и поэт.

## Биография
Родился в Копенгагене в еврейской семье, сведения о дате рождения расходятся: 25 или 27 августа 1797 или 1798 года.
Учился в Копенгагенском университете.
В 1827 году дебютировал комедией «Г-н Бурхардт и его семейство» в духе бытовых водевилей Й. Л. Хейберга; она была поставлена Королевским театром в Копенгагене (где ставились и следующие пьесы Херца) и имела большой успех у зрителей. В том же году увидела свет рампы «Любовь и полиция» (1827), затем последовали другие комедии, в том числе «День переезда» (1928), «Наследники» (1829), «Проделки Амура» (1830), «Однажды на острове Альс» (1832), «Единственная ошибка» (1835), «Зоопарк для бедняков» и «Сберегательная касса» (обе — 1836).
В 1830 году вышли без указания имени автора «Письма с того света». В этом произведении Херца, написанном в тоне и духе умершего четырьмя годами ранее знаменитого датского писателя Йенса Баггесена, вниманию читателей предлагался горячий литературный спор между Й. Л. Хейбергом (последователем Баггесена), ратовавшим за установление строгих требований относительно формы и стиля художественно-литературных произведений, — и его противниками, увлеченными гениальной непосредственностью Адама Эленшлегера. «Письма с того света» занимают важное место в истории датской литературы.
Однако свой главный вклад в литературу Херц внёс как драматург. По количеству представлений его пьесы уступают лишь творениям таких выдающихся авторов, как Л. Хольберг и Й. Л. Хейберг. Произведения Херца отличались необыкновенным разнообразием сюжетов. Он то дает картины жизни родной страны, то переносится в иные страны и регионы мира: в Италию, или на Восток, или во Францию — в салоны Парижа… Его лирическая драма «Дочь короля Рене» (1845) послужила П. И. Чайковскому источником сюжета для оперы «Иоланта».
Кроме того, Хенрик Херц оставил сборник замечательных лирических стихотворений (1850) и несколько рассказов. Полное собрание его сочинений вышло в 1853 г.